# Homoneura folifera
Homoneura folifera är en tvåvingeart som beskrevs av Malloch 1927. Homoneura folifera ingår i släktet Homoneura och familjen lövflugor. Inga underarter finns listade i Catalogue of Life.